# Шорново (Конаковский район)
Шорново — деревня в Конаковском районе Тверской области. Входит в состав сельского поселения «Завидово».

## География
Находится в юго-восточной части Тверской области на расстоянии приблизительно 20 км на юго-запад по прямой от районного центра города Конаково на левом берегу речки Дойбица у трассы М-1.

## История
Известна с 1678 года. В 1859 году здесь (деревня Клинского уезда Московской губернии) было учтено 49 дворов.

## Население
Численность населения: 287 человек (1859 год), 106 (русские 90 %) в 2002 году, 108 в 2010.